# Cure Alzheimer's Fund
Cure Alzheimer’s Fund (CAF) est une organisation à but non lucratif, basée à Wellesley dans le Massachusetts. L'organisation soutient et finance des recherches biomédicales destinées à comprendre et possiblement soigner la maladie d'Alzheimer. L'organisation adopte une approche de venture philanthropie (inspirée du venture capital), en ciblant les travaux de recherche ayant la plus grande probabilité de prévenir, ralentir ou guérir la maladie d'Alzheimer. Le conseil d'administration prend en charge tous les frais de fonctionnement de l'organisme, afin que 100% des dons financent directement la recherche biomédicale.

## Histoire
Cure Alzheimer’s Fund (connue aussi comme Alzheimer’s Disease Research Foundation) a été créé en 2004 par Jeffrey Morby, Jacqui Morby, Henry McCance et Phyllis Rappaport, et est dirigé par Timothy Armour qui perçoit un salaire annuel de 238 131 dollars. Le conseil d'administration est également composé du parieur professionnel Bill Benter et du banquier d'affaires fondateur de Greenhill & Co., Robert Greenhill. Au cours de l'année 2018, Cure Alzheimer’s Fund a reçu 20,5 millions de dollars de dons de la part de 17 000 donateurs. Au 31 octobre 2019, l'organisme avait financé 417 programmes de recherche au total, pour plus de 95 millions de dollars,.

## Fonctionnement
Le conseil d'administration prend en charge tous les frais de fonctionnement de l'organisme, afin que 100% des dons financent directement la recherche biomédicale. Cure Alzheimer’s Fund est noté 4 étoiles sur un maximum de 4 par l'organisme de notation des associations caritatives Charity Navigator, avec un score de 98,23/100 pour sa transparence, sa gestion et l'état de ses finances.